# Frank Lautenberg
Frank Raleigh Lautenberg (Paterson (New Jersey), 23 januari 1924 – New York, 3 juni 2013) was een Amerikaans politicus van de Democratische Partij. Eerder was hij bestuursvoorzitter en directeur van het uitbestedingsbedrijf Automatic Data Processing (ADP). In 1982 was hij de kandidaat van de Democratische Partij voor de zetel van de teruggetreden democratische senator voor New Jersey Harrison Williams; de waarnemend senator Republikein Nicholas Brady was niet verkiesbaar. Lautenberg versloeg de republikeinse kandidaat, afgevaardigde Millicent Fenwick.
Lautenberg diende als senator tot zijn pensionering in 2001; nog geen jaar later werd hij door de Democratische Partij gevraagd om terug te keren naar de senaat om de zittende senator Robert Torricelli uit te dagen die werd verdacht van betrokkenheid bij een corruptieschandaal. Torricelli werd uitgedaagd door de mede-Republikein Douglas Forrester. Lautenberg won de verkiezing en keerde terug naar de senaat. Na het overlijden van senator en partijgenoot Robert Byrd was hij de oudstgediende senator. 
Frank Lautenberg overleed op 89-jarige leeftijd aan een longontsteking.
In 1989 introduceerde senator Frank Lautenberg, na de toespraken van Boris Pertsjatkin in het Amerikaanse Congres, een wetsvoorstel dat later het “Lautenberg Amendement” werd genoemd. Dit wetsvoorstel werd voorgesteld om het voor vluchtelingen gemakkelijker te maken om naar de Verenigde Staten te emigreren. Het Lautenberg-amendement werd in november 1989 door president Bush tot wet ondertekend. Na de goedkeuring van het amendement emigreerden ongeveer 1 miljoen mensen uit de landen van de voormalige USSR naar de Verenigde Staten.

## Opmerkingen
1. ↑  Gura 2018, p. 173.
2. ↑  Ostrovskaja 2017, p. 69.
3. ↑  Semjonova 2020.

- Gemeinsame Normdatei: 129863963
- International Standard Name Identifier: 0000 0000 3032 6600
- Library of Congress Control Number: n96108041
- Nationale Bibliotheek van Israël: 987007281396705171
- SNAC: w62r4jgf
- Biographical Directory of the United States Congress: L000123
- Virtual International Authority File: 11579704
- WorldCat: E39PBJfX7xBFfBqhvJVkgQWxDq